# Tolstefanz
Tolstefanz ist ein Ortsteil der Gemeinde Küsten in der Samtgemeinde Lüchow (Wendland) im niedersächsischen Landkreis Lüchow-Dannenberg.

## Lage
Der Ort liegt 9 km nordwestlich von Lüchow in der Niederen Geest. Der Ort ist ein streng gegliederter und gut überschaubarer Rundling. Tolstefanz leitet sich als Kompositionsname vom polabischen „tolsty“ für „dick“ sowie „vasy“ für „Schnurrbart“ ab und steht für „Dickbärte“.

## Geschichte
Das Mecklenburgische Urkundenbuch berichtet 1296 erstmals von „Tolzeuanze“. Im Rahmen der Gemeindegebietsreform wurde 1972 die bis dahin selbstständige Gemeinde Tolstefanz zu einem Ortsteil von Küsten. Die Einwohnerzahl lag im 19. Jahrhundert knapp über 100 und nahm seitdem kontinuierlich, unterbrochen von einem Flüchtlingszuzug nach dem Zweiten Weltkrieg, ab. Tolstefanz gehört zur Kirchengemeinde Krummasel.

## Besemühle
Bereits 1330 ist im Lüneburger Lehnsregister die Besemühle am Lübelner Mühlenbach erwähnt. Sie gehörte der Familie von Knesebeck und lag 1 km südöstlich von Tölstefanz. Sie war ursprünglich eine Getreidemühle zu der im 19. Jahrhundert auch eine Sägemühle gehörte. 1845 und kurz nach 1900 brannte die Mühle ab. Sie ist nach dem zweiten Brand nicht wieder aufgebaut worden. Die Mühle muss mit seinen Gebäuden und Einrichtungen die Größe eines kleinen Ortes gehabt haben. Nach der Bachregulierung ist heute von dem bedeutenden Ort außer einer Wüstung und dem Flurnamen "Beesmöll" nichts mehr zu finden. Der Heimatdichter Harry Halbom schrieb das Theaterstück "Der Müller von der Besemühle".